# Vranoviči
Vránoviči so naselje v Sloveniji.